# Gabriella Landi
Gabriella Landi (Budapest, 20 de noviembre de 2001) es una balonmanista húngara. Ha disputado la Copa EHF de balonmano desde su edición 2017-2018.
Landi representó a su país en los Juegos Olímpicos de la Juventud 2018 celebrados en la ciudad de Buenos Aires, Argentina, donde obtuvo la medalla de bronce en el torneo femenino de balonmano de playa, derrotando a los Países Bajos en el partido por el tercer y cuarto puesto.